# Stazione di Vallecrosia
Stazione di Vallecrosia vasútállomás Olaszországban, Vallecrosia településen.

## Vasútvonalak
Az állomást az alábbi vasútvonalak érintik:
- Genova–Ventimiglia-vasútvonal
- Genova–Ventimiglia-vasútvonal

## Kapcsolódó állomások
A vasútállomáshoz az alábbi állomások vannak a legközelebb:
- Stazione di Ventimiglia
- Stazione di Bordighera